# پیچیدگی خوشه و برگ
پیچیدگی خوشه و برگ (نام علمی: Dilophospora alopecuri) نام یک گونه از رده دوثیدئومیستس است.